# Anthony Weiner
Anthony David Weiner (New York, 4 september 1964) is een Amerikaanse politicus van de Democratische Partij. Hij was van 1999 tot 2011 lid van het Huis van Afgevaardigden. De naam Weiner wordt uitgesproken als wiener (wiːnər).

## Politieke loopbaan
Weiner is afgestudeerd aan de State University of New York Plattsburgh. Van 1985 tot 1991 was hij een assistent van Congreslid Charles Schumer. Hij had zitting in het stadsbestuur van New York van 1992 tot 1998. Hij werd in 1998 gekozen in het Huis van Afgevaardigden en volgde hierdoor zijn vroegere baas Schumer op. Hij werd zes keer herkozen. Weiner was een voorstander van de United States National Health Care Act die Medicare uitbreidt naar alle Amerikanen. Hij is pro-choice en stemde tegen de Partial-Birth Abortion Ban Act uit 2003. Hij diende voorstellen in om tabakssmokkel tegen te gaan.
De politicus stemde in 2002 voor het gebruik van geweld tegen Irak, maar stelde later een terugtrekking voor. In 2006 probeerde hij een Palestijnse delegatie uit de Verenigde Staten te weren. In 2007 probeerde hij samen met een ander lid van het Huis van Afgevaardigden Jerrold Nadler de verkoop van 20 miljard dollar aan wapens aan Saudi-Arabië te voorkomen. Hij was kritisch over het voorstel van president Barack Obama om het land voor 60 miljard dollar aan wapens te leveren.

## Schandalen

### Sexting-schandaal
Op 27 mei 2011 verstuurde Weiner via Twitter een link naar een foto van zijn erectie in een onderbroek. Eerst ontkende Weiner dit en verklaarde dat hij gehackt was, en dat onderzocht moest worden of het wel zijn penis was op de foto. Later verklaarde hij de foto wel degelijk verzonden te hebben, en er bleken ook andere foto's te zijn. De zaak werd breed uitgemeten in de media, en werd bekend als het Anthony Weiner sexting scandal of Weinergate. Op 16 juni 2011 trad Weiner af en werd opgevolgd door de Republikein Bob Turner.

### Burgemeestersverkiezing van New York
In een interview met The New York Times Magazine, online gepubliceerd op 10 april 2013, vroeg Weiner om een tweede kans en liet hij optekenen dat hij een kandidatuur voor het burgemeesterschap van New York overwoog. Weiner had tegen maart 2013 al meer dan 5,1 miljoen dollar opgehaald voor zijn campagne. In een YouTube-video kondigde hij aan zich kandidaat te stellen. Weiner deed het aanvankelijk goed in de peilingen en ging zelfs enkele maanden aan kop. Nieuwe onthullingen over pikant sms-verkeer tussen hem en jongere vrouwen deden zijn kandidatuur echter de das om. In de Democratische voorverkiezingen haalde hij slechts vijf procent van de stemmen.

### Scheiding van Huma Abedin niet doorgezet
Weiner was getrouwd met Huma Abedin, een naaste medewerkster van Hillary Clinton. In augustus 2016 werd bekend dat Weiner opnieuw pikante foto's had uitgewisseld met een andere vrouw. Abedin besloot in reactie daarop meteen te scheiden van Weiner, maar later trok men dit verzoek weer in. Officieel in het belang van hun kind, maar volgens andere bronnen om te voorkomen dat ze tegen elkaar moesten getuigen in de nasleep van Hillary Clintons e-mailaffaire. Het nieuws zo midden in de Amerikaanse presidentsverkiezingen kwam de Democraten slecht uit. De Republikeinse presidentskandidaat Donald Trump reageerde door te stellen dat 'het onvoorzichtig was van Hillary Clinton om Weiner zo dicht in de buurt van geheime informatie te laten. Wie weet wat hij opgestoken heeft, en wie hij iets verteld heeft?'.

### Celstraf
Naar aanleiding van het derde schandaal werd er een onderzoek naar Weiner ingesteld door zowel de kinderbescherming als de FBI. De kinderbescherming deed dit vanwege de aanwezigheid van zijn zoon op een van de seksueel getinte foto's die hij maakte en verstuurde. De FBI onderzocht het eventuele contact dat Weiner heeft gehad met een 15-jarig meisje. Weiner kreeg op 25 september 2017 een celstraf opgelegd van 21 maanden vanwege sexting naar een minderjarige. Ook werd hij verplicht zich te laten registreren als zedendelinquent.

## Documentaire
In 2016 verscheen de documentairefilm Weiner over hem in de bioscopen. Hierin wordt hij gevolgd tijdens de burgemeestersverkiezingen van New York en ontvouwt zich het tweede sexting-schandaal. De film won de juryprijs op het prestigieuze Sundance Film Festival.
- Gemeinsame Normdatei: 1120153352
- International Standard Name Identifier: 0000 0004 4891 7766
- Library of Congress Control Number: no2014004231
- SNAC: w6nh5gdz
- Système universitaire de documentation: 224689525
- Biographical Directory of the United States Congress: W000792
- Virtual International Authority File: 307450256
- WorldCat: E39PBJm4WjHMMYbpjkFRTXBpT3